# 野田レーザーの逆算
『野田レーザーの逆算』（のだレーザーのぎゃくさん）は、テレビ朝日で2021年10月8日から2022年9月30日まで『バラバラ大作戦』(木曜第3部)枠にて放送されたバラエティ番組。カズレーザー（メイプル超合金）と野田クリスタル（マヂカルラブリー）の初冠番組。

## 概要
この番組は、マヂカルラブリー・野田クリスタルとメイプル超合金・カズレーザーの謎解きゲームバラエティ。2人が競い合うのは“逆算思考”。それぞれが持ち寄る珠玉の「逆算思考問題」を出し合い、答えから問題を当てていく。
また、番組公式Twitterのダイレクトメッセージを使用して視聴者からも逆算問題を募集しており、採用された問題の考案者には番組オリジナルのステッカーが進呈されていた。

## 放送時間
- 毎週金曜 2:36 - 2:56（木曜深夜）

## 出演者
- カズレーザー（メイプル超合金）
- 野田クリスタル（マヂカルラブリー）

## 放送リスト
出題者が空欄の問題は、番組からの出題。

「※」は出題者側として、その問題のみ収録に参加。
| 放送リスト（2021年） | 放送リスト（2021年） | 放送リスト（2021年）   | 放送リスト（2021年） | 放送リスト（2021年）                                       | 放送リスト（2021年）    |
| 回数                 | 放送日               | 放送内容               | 出題者               | ゲスト                                                     | 備考                    |
| -------------------- | -------------------- | ---------------------- | -------------------- | ---------------------------------------------------------- | ----------------------- |
| 第1回                | 10月8日（7日深夜）   | 怖い話逆算             |                      | 伊藤俊介（オズワルド） 森本晋太郎（トンツカタン）          |                         |
| 第1回                | 10月8日（7日深夜）   | 大喜利逆算             | 森本晋太郎           | 伊藤俊介（オズワルド） 森本晋太郎（トンツカタン）          |                         |
| 第2回                | 10月15日（14日深夜） | こち亀逆算             | カズレーザー         | 伊藤俊介（オズワルド） 森本晋太郎（トンツカタン）          | 15分遅れ（2:51 - 3:11） |
| 第2回                | 10月15日（14日深夜） | 畠中逆算               | 伊藤俊介             | 伊藤俊介（オズワルド） 森本晋太郎（トンツカタン）          | 15分遅れ（2:51 - 3:11） |
| 第2回                | 10月15日（14日深夜） | チクショー逆算         | 野田クリスタル       | 伊藤俊介（オズワルド） 森本晋太郎（トンツカタン）          | 15分遅れ（2:51 - 3:11） |
| 第3回                | 10月22日（21日深夜） | YouTube逆算            | 森本晋太郎           | 伊藤俊介（オズワルド） 森本晋太郎（トンツカタン）          | 10分遅れ（2:46 - 3:06） |
| 第3回                | 10月22日（21日深夜） | 翻訳逆算               | カズレーザー         | 伊藤俊介（オズワルド） 森本晋太郎（トンツカタン）          | 10分遅れ（2:46 - 3:06） |
| 第3回                | 10月22日（21日深夜） | まちがいさがし逆算     | 野田クリスタル       | 伊藤俊介（オズワルド） 森本晋太郎（トンツカタン）          | 10分遅れ（2:46 - 3:06） |
| 第4回                | 10月29日（28日深夜） | 大喜利逆算             | 森本晋太郎           | 伊藤俊介（オズワルド） 森本晋太郎（トンツカタン）          |                         |
| 第4回                | 10月29日（28日深夜） | 漫才逆算               | 野田クリスタル       | 伊藤俊介（オズワルド） 森本晋太郎（トンツカタン）          |                         |
| 第4回                | 10月29日（28日深夜） | Wikipedia逆算          | カズレーザー         | 伊藤俊介（オズワルド） 森本晋太郎（トンツカタン）          |                         |
| 第5回                | 11月5日（4日深夜）   | 怖い話逆算             |                      | 林田洋平（ザ・マミィ） 浮所飛貴（美 少年 / ジャニーズJr.） |                         |
| 第5回                | 11月5日（4日深夜）   | 定食逆算               | 林田洋平             | 林田洋平（ザ・マミィ） 浮所飛貴（美 少年 / ジャニーズJr.） |                         |
| 第5回                | 11月5日（4日深夜）   | レビュー逆算           | 浮所飛貴             | 林田洋平（ザ・マミィ） 浮所飛貴（美 少年 / ジャニーズJr.） |                         |
| 第6回                | 11月12日（11日深夜） | えかきうた逆算         | 野田クリスタル       | 林田洋平（ザ・マミィ） 浮所飛貴（美 少年 / ジャニーズJr.） |                         |
| 第6回                | 11月12日（11日深夜） | こち亀逆算             | カズレーザー         | 林田洋平（ザ・マミィ） 浮所飛貴（美 少年 / ジャニーズJr.） |                         |
| 第6回                | 11月12日（11日深夜） | カードゲーム逆算       | カズレーザー         | 林田洋平（ザ・マミィ） 浮所飛貴（美 少年 / ジャニーズJr.） |                         |
| 第7回                | 11月19日（18日深夜） | コント逆算             | 林田洋平             | 林田洋平（ザ・マミィ） 浮所飛貴（美 少年 / ジャニーズJr.） |                         |
| 第7回                | 11月19日（18日深夜） | えほん逆算             | 浮所飛貴             | 林田洋平（ザ・マミィ） 浮所飛貴（美 少年 / ジャニーズJr.） |                         |
| 第7回                | 11月19日（18日深夜） | チクショー逆算         | 野田クリスタル       | 林田洋平（ザ・マミィ） 浮所飛貴（美 少年 / ジャニーズJr.） |                         |
| 第7回                | 11月19日（18日深夜） | Wikipedia逆算          | カズレーザー         | 林田洋平（ザ・マミィ） 浮所飛貴（美 少年 / ジャニーズJr.） |                         |
| 第8回                | 11月26日（25日深夜） | 篠宮漢字逆算           | 視聴者投稿           | 髙比良くるま（令和ロマン） 野澤輸出（ダイヤモンド）        |                         |
| 第8回                | 11月26日（25日深夜） | 仮面逆算               | 髙比良くるま         | 髙比良くるま（令和ロマン） 野澤輸出（ダイヤモンド）        |                         |
| 第8回                | 11月26日（25日深夜） | 悲しいとき逆算         | 野田クリスタル       | 髙比良くるま（令和ロマン） 野澤輸出（ダイヤモンド）        |                         |
| 第8回                | 11月26日（25日深夜） | イメージアンケート逆算 | カズレーザー         | 髙比良くるま（令和ロマン） 野澤輸出（ダイヤモンド）        |                         |
| 第9回                | 12月3日（2日深夜）   | えほん逆算             |                      | 髙比良くるま（令和ロマン） 野澤輸出（ダイヤモンド）        |                         |
| 第9回                | 12月3日（2日深夜）   | おもしろ逆算           | 野澤輸出             | 髙比良くるま（令和ロマン） 野澤輸出（ダイヤモンド）        |                         |
| 第9回                | 12月3日（2日深夜）   | カードゲーム逆算       | カズレーザー         | 髙比良くるま（令和ロマン） 野澤輸出（ダイヤモンド）        |                         |
| 第10回               | 12月10日（9日深夜）  | チクショー逆算         | 野田クリスタル       | 髙比良くるま（令和ロマン） 野澤輸出（ダイヤモンド）        |                         |
| 第10回               | 12月10日（9日深夜）  | 大喜利逆算             | 野澤輸出             | 髙比良くるま（令和ロマン） 野澤輸出（ダイヤモンド）        |                         |
| 第10回               | 12月10日（9日深夜）  | 新書逆算               | 髙比良くるま         | 髙比良くるま（令和ロマン） 野澤輸出（ダイヤモンド）        |                         |
| 第10回               | 12月10日（9日深夜）  | Wikipedia逆算          | カズレーザー         | 髙比良くるま（令和ロマン） 野澤輸出（ダイヤモンド）        |                         |
| 第11回               | 12月24日（23日深夜） | 怖い話逆算             |                      | 福井俊太郎（GAG） 石井輝明（コマンダンテ）                 | 20分遅れ（2:56 - 3:16） |
| 第11回               | 12月24日（23日深夜） | 予選落ちネタ逆算       | 福井俊太郎           | 福井俊太郎（GAG） 石井輝明（コマンダンテ）                 | 20分遅れ（2:56 - 3:16） |
| 第11回               | 12月24日（23日深夜） | サムネ逆算             | 石井輝明             | 福井俊太郎（GAG） 石井輝明（コマンダンテ）                 | 20分遅れ（2:56 - 3:16） |

| 放送リスト（2022年） | 放送リスト（2022年） | 放送リスト（2022年）       | 放送リスト（2022年）     | 放送リスト（2022年）                                                                      | 放送リスト（2022年）    |
| 回数                 | 放送日               | 放送内容                   | 出題者                   | ゲスト                                                                                    | 備考                    |
| -------------------- | -------------------- | -------------------------- | ------------------------ | ----------------------------------------------------------------------------------------- | ----------------------- |
| 第12回               | 1月14日（13日深夜）  | つるピカハゲ丸逆算         | 石井輝明                 | 福井俊太郎（GAG） 石井輝明（コマンダンテ）                                                |                         |
| 第12回               | 1月14日（13日深夜）  | コボちゃん逆算             | 野田クリスタル           | 福井俊太郎（GAG） 石井輝明（コマンダンテ）                                                |                         |
| 第12回               | 1月14日（13日深夜）  | ライブリポート逆算         | 福井俊太郎               | 福井俊太郎（GAG） 石井輝明（コマンダンテ）                                                |                         |
| 第12回               | 1月14日（13日深夜）  | 合いの手逆算               | カズレーザー             | 福井俊太郎（GAG） 石井輝明（コマンダンテ）                                                |                         |
| 第12回               | 1月14日（13日深夜）  | まちがいさがし逆算         | 野田クリスタル           | 福井俊太郎（GAG） 石井輝明（コマンダンテ）                                                |                         |
| 第13回               | 1月21日（20日深夜）  | 悲しいとき逆算             | 野田クリスタル           | 福井俊太郎（GAG） 石井輝明（コマンダンテ）                                                | 10分遅れ（2:46 - 3:06） |
| 第13回               | 1月21日（20日深夜）  | ライブ※印逆算              | 福井俊太郎               | 福井俊太郎（GAG） 石井輝明（コマンダンテ）                                                | 10分遅れ（2:46 - 3:06） |
| 第13回               | 1月21日（20日深夜）  | Wikipedia逆算              | カズレーザー             | 福井俊太郎（GAG） 石井輝明（コマンダンテ）                                                | 10分遅れ（2:46 - 3:06） |
| 第14回               | 1月28日（27日深夜）  | インタビュー逆算           | 視聴者投稿               | 加納（Aマッソ） 幸（Dr.ハインリッヒ）                                                     |                         |
| 第14回               | 1月28日（27日深夜）  | キャッチコピー逆算         | 加納                     | 加納（Aマッソ） 幸（Dr.ハインリッヒ）                                                     |                         |
| 第14回               | 1月28日（27日深夜）  | えかきうた逆算             | 野田クリスタル           | 加納（Aマッソ） 幸（Dr.ハインリッヒ）                                                     |                         |
| 第15回               | 2月4日（3日深夜）    | 折り紙逆算                 | 視聴者投稿               | 加納（Aマッソ） 幸（Dr.ハインリッヒ）                                                     | 10分遅れ（2:46 - 3:06） |
| 第15回               | 2月4日（3日深夜）    | あるある逆算               | 幸                       | 加納（Aマッソ） 幸（Dr.ハインリッヒ）                                                     | 10分遅れ（2:46 - 3:06） |
| 第15回               | 2月4日（3日深夜）    | サラリーマン川柳逆算       | カズレーザー             | 加納（Aマッソ） 幸（Dr.ハインリッヒ）                                                     | 10分遅れ（2:46 - 3:06） |
| 第16回               | 2月11日（10日深夜）  | ツイート逆算               | 加納                     | 加納（Aマッソ） 幸（Dr.ハインリッヒ）                                                     | 10分遅れ（2:46 - 3:06） |
| 第16回               | 2月11日（10日深夜）  | エピソードトーク逆算       | 幸                       | 加納（Aマッソ） 幸（Dr.ハインリッヒ）                                                     | 10分遅れ（2:46 - 3:06） |
| 第16回               | 2月11日（10日深夜）  | カレンダー逆算             | 野田クリスタル           | 加納（Aマッソ） 幸（Dr.ハインリッヒ）                                                     | 10分遅れ（2:46 - 3:06） |
| 第17回               | 2月18日（17日深夜）  | 怖い話逆算                 |                          | 福井俊太郎（GAG） 川北茂澄（真空ジェシカ）                                                |                         |
| 第17回               | 2月18日（17日深夜）  | つかみ逆算                 | 川北茂澄                 | 福井俊太郎（GAG） 川北茂澄（真空ジェシカ）                                                |                         |
| 第17回               | 2月18日（17日深夜）  | 広辞苑広辞苑逆算           | カズレーザー             | 福井俊太郎（GAG） 川北茂澄（真空ジェシカ）                                                |                         |
| 第17回               | 2月18日（17日深夜）  | 笑ゥせぇるすまん逆算       | 野田クリスタル           | 福井俊太郎（GAG） 川北茂澄（真空ジェシカ）                                                |                         |
| 第18回               | 2月25日（24日深夜）  | 大喜利逆算                 | 川北茂澄                 | 福井俊太郎（GAG） 川北茂澄（真空ジェシカ）                                                | 10分遅れ（2:46 - 3:06） |
| 第18回               | 2月25日（24日深夜）  | サラリーマン川柳逆算       | カズレーザー             | 福井俊太郎（GAG） 川北茂澄（真空ジェシカ）                                                | 10分遅れ（2:46 - 3:06） |
| 第18回               | 2月25日（24日深夜）  | カレンダー逆算             | 野田クリスタル           | 福井俊太郎（GAG） 川北茂澄（真空ジェシカ）                                                | 10分遅れ（2:46 - 3:06） |
| 第19回               | 3月4日（3日深夜）    | 野田レーザーのミス逆算     | 福井俊太郎               | 福井俊太郎（GAG） 川北茂澄（真空ジェシカ）                                                |                         |
| 第19回               | 3月4日（3日深夜）    | Twitterプロフィール逆算    | 福井俊太郎               | 福井俊太郎（GAG） 川北茂澄（真空ジェシカ）                                                |                         |
| 第19回               | 3月4日（3日深夜）    | ベタ問逆算                 |                          | 福井俊太郎（GAG） 川北茂澄（真空ジェシカ）                                                |                         |
| 第19回               | 3月4日（3日深夜）    | えほん逆算                 |                          | 福井俊太郎（GAG） 川北茂澄（真空ジェシカ）                                                |                         |
| 第19回               | 3月4日（3日深夜）    | ボクの4コマ逆算            | 視聴者投稿               | 福井俊太郎（GAG） 川北茂澄（真空ジェシカ）                                                |                         |
| 第20回               | 3月11日（10日深夜）  | ロフトプラスワン逆算       |                          | 堂前透（ロングコートダディ） 永見大吾（カベポスター）                                     |                         |
| 第20回               | 3月11日（10日深夜）  | 若手芸人髪型逆算           | 堂前透                   | 堂前透（ロングコートダディ） 永見大吾（カベポスター）                                     |                         |
| 第20回               | 3月11日（10日深夜）  | 3-B逆算                    | 永見大吾                 | 堂前透（ロングコートダディ） 永見大吾（カベポスター）                                     |                         |
| 第21回               | 3月18日（17日深夜）  | 回転寿司逆算               | 野田クリスタル           | 堂前透（ロングコートダディ） 永見大吾（カベポスター）                                     |                         |
| 第21回               | 3月18日（17日深夜）  | 未確認生物地元の人の話逆算 | 堂前透                   | 堂前透（ロングコートダディ） 永見大吾（カベポスター）                                     |                         |
| 第22回               | 3月25日（24日深夜）  | 怖い話逆算                 |                          | 堂前透（ロングコートダディ） 永見大吾（カベポスター）                                     | 6分遅れ（2:42 - 3:01）  |
| 第22回               | 3月25日（24日深夜）  | サラリーマン川柳逆算       | カズレーザー             | 堂前透（ロングコートダディ） 永見大吾（カベポスター）                                     | 6分遅れ（2:42 - 3:01）  |
| 第22回               | 3月25日（24日深夜）  | 駅弁逆算                   | 南田裕介※                | 堂前透（ロングコートダディ） 永見大吾（カベポスター）                                     | 6分遅れ（2:42 - 3:01）  |
| 第22回               | 3月25日（24日深夜）  | 大食い逆算                 | もえのあずき※            | 堂前透（ロングコートダディ） 永見大吾（カベポスター）                                     | 6分遅れ（2:42 - 3:01）  |
| 第23回               | 4月8日（7日深夜）    | デスゲーム逆算             | 有村（投稿）             | 春日俊彰（オードリー） 本髙克樹（7 MEN 侍） 河村拓哉（QuizKnock）                         |                         |
| 第23回               | 4月8日（7日深夜）    | カタカナ語逆算             | 河村拓哉                 | 春日俊彰（オードリー） 本髙克樹（7 MEN 侍） 河村拓哉（QuizKnock）                         |                         |
| 第23回               | 4月8日（7日深夜）    | 合戸逆算                   | 春日俊彰                 | 春日俊彰（オードリー） 本髙克樹（7 MEN 侍） 河村拓哉（QuizKnock）                         |                         |
| 第24回               | 4月15日（14日深夜）  | テレフォンショッキング逆算 | 視聴者投稿               | 春日俊彰（オードリー） 本髙克樹（7 MEN 侍） 河村拓哉（QuizKnock）                         | 15分遅れ（2:51 - 3:11） |
| 第24回               | 4月15日（14日深夜）  | カラオケバック画面逆算     | 本髙克樹                 | 春日俊彰（オードリー） 本髙克樹（7 MEN 侍） 河村拓哉（QuizKnock）                         | 15分遅れ（2:51 - 3:11） |
| 第24回               | 4月15日（14日深夜）  | ローカル局 自社制作逆算    | 南田裕介（投稿）         | 春日俊彰（オードリー） 本髙克樹（7 MEN 侍） 河村拓哉（QuizKnock）                         | 15分遅れ（2:51 - 3:11） |
| 第24回               | 4月15日（14日深夜）  | お悩み相談逆算             | 視聴者投稿               | 春日俊彰（オードリー） 本髙克樹（7 MEN 侍） 河村拓哉（QuizKnock）                         | 15分遅れ（2:51 - 3:11） |
| 第25回               | 4月22日（21日深夜）  | 謎解き逆算SP               | よだかのレコード※        | 春日俊彰（オードリー） 本髙克樹（7 MEN 侍） 河村拓哉（QuizKnock）                         | 10分遅れ（2:46 - 3:06） |
| 第26回               | 4月29日（28日深夜）  | ジグソーパズル逆算         | 視聴者投稿               | 浮所飛貴（美 少年） 辻（ニッポンの社長） 阪本（マユリカ）                                 |                         |
| 第26回               | 4月29日（28日深夜）  | カレンダー逆算             | 野田クリスタル           | 浮所飛貴（美 少年） 辻（ニッポンの社長） 阪本（マユリカ）                                 |                         |
| 第26回               | 4月29日（28日深夜）  | 謎解き逆算                 | よだかのレコード※        | 浮所飛貴（美 少年） 辻（ニッポンの社長） 阪本（マユリカ）                                 |                         |
| 第27回               | 5月6日（5日深夜）    | ギャグ三兄弟逆算           | 辻                       | 浮所飛貴（美 少年） 辻（ニッポンの社長） 阪本（マユリカ）                                 | 6分遅れ（2:42 - 3:02）  |
| 第27回               | 5月6日（5日深夜）    | レンタルビデオ逆算         | 阪本                     | 浮所飛貴（美 少年） 辻（ニッポンの社長） 阪本（マユリカ）                                 | 6分遅れ（2:42 - 3:02）  |
| 第27回               | 5月6日（5日深夜）    | 謎解き逆算                 | よだかのレコード※        | 浮所飛貴（美 少年） 辻（ニッポンの社長） 阪本（マユリカ）                                 | 6分遅れ（2:42 - 3:02）  |
| 第28回               | 5月13日（12日深夜）  | イラスト大喜利逆算         | 赤嶺総理（投稿）         | 浮所飛貴（美 少年） 辻（ニッポンの社長） 阪本（マユリカ）                                 | 6分遅れ（2:42 - 3:02）  |
| 第28回               | 5月13日（12日深夜）  | 現実を生きるリカちゃん逆算 |                          | 浮所飛貴（美 少年） 辻（ニッポンの社長） 阪本（マユリカ）                                 | 6分遅れ（2:42 - 3:02）  |
| 第28回               | 5月13日（12日深夜）  | 謎解き逆算                 | よだかのレコード※        | 浮所飛貴（美 少年） 辻（ニッポンの社長） 阪本（マユリカ）                                 | 6分遅れ（2:42 - 3:02）  |
| 第29回               | 5月20日（19日深夜）  | 給食逆算                   | 有村（投稿）             | 芝大輔（モグライダー） ふくらP（QuizKnock） 福本大晴（Aぇ! group）                        | 6分遅れ（2:42 - 3:02）  |
| 第29回               | 5月20日（19日深夜）  | 記入例逆算                 | 視聴者投稿               | 芝大輔（モグライダー） ふくらP（QuizKnock） 福本大晴（Aぇ! group）                        | 6分遅れ（2:42 - 3:02）  |
| 第29回               | 5月20日（19日深夜）  | ジグソーパズル逆算         | 視聴者投稿               | 芝大輔（モグライダー） ふくらP（QuizKnock） 福本大晴（Aぇ! group）                        | 6分遅れ（2:42 - 3:02）  |
| 第29回               | 5月20日（19日深夜）  | 謎解き逆算                 | よだかのレコード※        | 芝大輔（モグライダー） ふくらP（QuizKnock） 福本大晴（Aぇ! group）                        | 6分遅れ（2:42 - 3:02）  |
| 第30回               | 5月27日（26日深夜）  | 超田舎逆算                 | 芝大輔                   | 芝大輔（モグライダー） ふくらP（QuizKnock） 福本大晴（Aぇ! group）                        | 6分遅れ（2:42 - 3:02）  |
| 第30回               | 5月27日（26日深夜）  | YouTubeタイトル逆算        | ふくらP                  | 芝大輔（モグライダー） ふくらP（QuizKnock） 福本大晴（Aぇ! group）                        | 6分遅れ（2:42 - 3:02）  |
| 第30回               | 5月27日（26日深夜）  | えほん逆算                 | 福本大晴                 | 芝大輔（モグライダー） ふくらP（QuizKnock） 福本大晴（Aぇ! group）                        | 6分遅れ（2:42 - 3:02）  |
| 第30回               | 5月27日（26日深夜）  | 謎解き逆算                 | よだかのレコード※        | 芝大輔（モグライダー） ふくらP（QuizKnock） 福本大晴（Aぇ! group）                        | 6分遅れ（2:42 - 3:02）  |
| 第31回               | 6月3日（2日深夜）    | 現実を生きるリカちゃん逆算 |                          | 芝大輔（モグライダー） ふくらP（QuizKnock） 福本大晴（Aぇ! group）                        | 10分遅れ（2:46 - 3:02） |
| 第31回               | 6月3日（2日深夜）    | うんこ漢字ドリル逆算       | 視聴者投稿               | 芝大輔（モグライダー） ふくらP（QuizKnock） 福本大晴（Aぇ! group）                        | 10分遅れ（2:46 - 3:02） |
| 第31回               | 6月3日（2日深夜）    | フリー素材逆算             |                          | 芝大輔（モグライダー） ふくらP（QuizKnock） 福本大晴（Aぇ! group）                        | 10分遅れ（2:46 - 3:02） |
| 第31回               | 6月3日（2日深夜）    | 謎解き逆算                 | NAZO×NAZO劇団※           | 芝大輔（モグライダー） ふくらP（QuizKnock） 福本大晴（Aぇ! group）                        | 10分遅れ（2:46 - 3:02） |
| 第32回               | 6月10日（9日深夜）   | 本の帯逆算                 | 視聴者投稿               | 村上（マヂカルラブリー） 森本晋太郎（トンツカタン） 作間龍斗（HiHi Jets / ジャニーズJr.） | 10分遅れ（2:46 - 3:02） |
| 第32回               | 6月10日（9日深夜）   | カプセルトイ逆算           |                          | 村上（マヂカルラブリー） 森本晋太郎（トンツカタン） 作間龍斗（HiHi Jets / ジャニーズJr.） | 10分遅れ（2:46 - 3:02） |
| 第32回               | 6月10日（9日深夜）   | SIMPLE2000逆算             |                          | 村上（マヂカルラブリー） 森本晋太郎（トンツカタン） 作間龍斗（HiHi Jets / ジャニーズJr.） | 10分遅れ（2:46 - 3:02） |
| 第32回               | 6月10日（9日深夜）   | 芸術逆算                   | 視聴者投稿               | 辻（ニッポンの社長） 阪本（マユリカ）                                                     | 10分遅れ（2:46 - 3:02） |
| 第33回               | 6月17日（16日深夜）  | 職業逆算                   | 村上                     | 村上（マヂカルラブリー） 森本晋太郎（トンツカタン） 作間龍斗（HiHi Jets）                 |                         |
| 第33回               | 6月17日（16日深夜）  | 小林製薬逆算               | 森本晋太郎               | 村上（マヂカルラブリー） 森本晋太郎（トンツカタン） 作間龍斗（HiHi Jets）                 |                         |
| 第33回               | 6月17日（16日深夜）  | いいつたえ逆算             | 作間龍斗                 | 村上（マヂカルラブリー） 森本晋太郎（トンツカタン） 作間龍斗（HiHi Jets）                 |                         |
| 第33回               | 6月17日（16日深夜）  | 謎解き逆算                 | よだかのレコード※        | 村上（マヂカルラブリー） 森本晋太郎（トンツカタン） 作間龍斗（HiHi Jets）                 |                         |
| 第34回               | 7月1日（30日深夜）   | リベンジ大喜利逆算         | 森本晋太郎               | 村上（マヂカルラブリー） 森本晋太郎（トンツカタン） 作間龍斗（HiHi Jets）                 |                         |
| 第34回               | 7月1日（30日深夜）   | ジグソーパズル逆算         | 視聴者投稿               | 村上（マヂカルラブリー） 森本晋太郎（トンツカタン） 作間龍斗（HiHi Jets）                 |                         |
| 第34回               | 7月1日（30日深夜）   | LINEスタンプ逆算           |                          | 村上（マヂカルラブリー） 森本晋太郎（トンツカタン） 作間龍斗（HiHi Jets）                 |                         |
| 第34回               | 7月1日（30日深夜）   | パーティーゲーム逆算       |                          | 村上（マヂカルラブリー） 森本晋太郎（トンツカタン） 作間龍斗（HiHi Jets）                 |                         |
| 第35回               | 7月8日（7日深夜）    | 怖い話逆算                 |                          | 堂前透（ロングコートダディ） 猪狩蒼弥（HiHi Jets / ジャニーズJr.） サツマカワRPG          |                         |
| 第35回               | 7月8日（7日深夜）    | バンド逆算                 | 視聴者投稿               | 堂前透（ロングコートダディ） 猪狩蒼弥（HiHi Jets / ジャニーズJr.） サツマカワRPG          |                         |
| 第35回               | 7月8日（7日深夜）    | 動物園逆算                 |                          | 堂前透（ロングコートダディ） 猪狩蒼弥（HiHi Jets / ジャニーズJr.） サツマカワRPG          |                         |
| 第35回               | 7月8日（7日深夜）    | チーム名逆算               |                          | 堂前透（ロングコートダディ） 猪狩蒼弥（HiHi Jets / ジャニーズJr.） サツマカワRPG          |                         |
| 第36回               | 7月22日（21日深夜）  | けん玉逆算                 | 猪狩蒼弥                 | 堂前透（ロングコートダディ） 猪狩蒼弥（HiHi Jets / ジャニーズJr.） サツマカワRPG          |                         |
| 第36回               | 7月22日（21日深夜）  | ショートコント逆算         | サツマカワRPG            | 堂前透（ロングコートダディ） 猪狩蒼弥（HiHi Jets / ジャニーズJr.） サツマカワRPG          |                         |
| 第36回               | 7月22日（21日深夜）  | 組体操逆算                 | 堂前透                   | 堂前透（ロングコートダディ） 猪狩蒼弥（HiHi Jets / ジャニーズJr.） サツマカワRPG          |                         |
| 第36回               | 7月22日（21日深夜）  | フリー音源逆算             | 堂前透                   | 堂前透（ロングコートダディ） 猪狩蒼弥（HiHi Jets / ジャニーズJr.） サツマカワRPG          |                         |
| 第37回               | 7月29日（28日深夜）  | わらしべ逆算               |                          | 堂前透（ロングコートダディ） 猪狩蒼弥（HiHi Jets / ジャニーズJr.） サツマカワRPG          |                         |
| 第37回               | 7月29日（28日深夜）  | 人生ゲーム逆算             | 視聴者投稿               | 堂前透（ロングコートダディ） 猪狩蒼弥（HiHi Jets / ジャニーズJr.） サツマカワRPG          |                         |
| 第37回               | 7月29日（28日深夜）  | 給食逆算                   | 有村（投稿）             | 堂前透（ロングコートダディ） 猪狩蒼弥（HiHi Jets / ジャニーズJr.） サツマカワRPG          |                         |
| 第37回               | 7月29日（28日深夜）  | 謎解き逆算                 | SCRAP※                   | 堂前透（ロングコートダディ） 猪狩蒼弥（HiHi Jets / ジャニーズJr.） サツマカワRPG          |                         |
| 第38回               | 8月5日（4日深夜）    | 怖い話逆算                 |                          | 山本祥彰（QuizKnock） 平井まさあき（男性ブランコ） 川崎皇輝（少年忍者）                   |                         |
| 第38回               | 8月5日（4日深夜）    | バンド逆算                 | 視聴者投稿               | 山本祥彰（QuizKnock） 平井まさあき（男性ブランコ） 川崎皇輝（少年忍者）                   |                         |
| 第38回               | 8月5日（4日深夜）    | 動物園逆算                 |                          | 山本祥彰（QuizKnock） 平井まさあき（男性ブランコ） 川崎皇輝（少年忍者）                   |                         |
| 第38回               | 8月5日（4日深夜）    | 500色の色鉛筆逆算          | 視聴者投稿               | 山本祥彰（QuizKnock） 平井まさあき（男性ブランコ） 川崎皇輝（少年忍者）                   |                         |
| 第39回               | 8月12日（11日深夜）  | 頭骨逆算                   | 平井まさあき             | 山本祥彰（QuizKnock） 平井まさあき（男性ブランコ） 川崎皇輝（少年忍者）                   |                         |
| 第39回               | 8月12日（11日深夜）  | ご当地キャラ逆算           | 山本祥彰                 | 山本祥彰（QuizKnock） 平井まさあき（男性ブランコ） 川崎皇輝（少年忍者）                   |                         |
| 第39回               | 8月12日（11日深夜）  | 日本語覚え方逆算           | 川崎皇輝                 | 山本祥彰（QuizKnock） 平井まさあき（男性ブランコ） 川崎皇輝（少年忍者）                   |                         |
| 第39回               | 8月12日（11日深夜）  | 謎解き逆算                 | 山本祥彰                 | 山本祥彰（QuizKnock） 平井まさあき（男性ブランコ） 川崎皇輝（少年忍者）                   |                         |
| 第40回               | 8月19日（18日深夜）  | 野田ゲー逆算               | 野田クリスタル           | 山本祥彰（QuizKnock） 平井まさあき（男性ブランコ） 川崎皇輝（少年忍者）                   |                         |
| 第40回               | 8月19日（18日深夜）  | リモコン逆算               | 赤嶺総理（投稿）         | 山本祥彰（QuizKnock） 平井まさあき（男性ブランコ） 川崎皇輝（少年忍者）                   |                         |
| 第40回               | 8月19日（18日深夜）  | パフェ逆算                 |                          | 山本祥彰（QuizKnock） 平井まさあき（男性ブランコ） 川崎皇輝（少年忍者）                   |                         |
| 第40回               | 8月19日（18日深夜）  | 進研ゼミ逆算               |                          | 山本祥彰（QuizKnock） 平井まさあき（男性ブランコ） 川崎皇輝（少年忍者）                   |                         |
| 第41回               | 9月2日（1日深夜）    | 怖い話逆算                 |                          | 菅良太郎（パンサー） 布川ひろき（トム・ブラウン） 椿泰我（IMPACTors / ジャニーズJr.）     |                         |
| 第41回               | 9月2日（1日深夜）    | バンド逆算                 | 視聴者投稿               | 菅良太郎（パンサー） 布川ひろき（トム・ブラウン） 椿泰我（IMPACTors / ジャニーズJr.）     |                         |
| 第41回               | 9月2日（1日深夜）    | ビュッフェ逆算             |                          | 菅良太郎（パンサー） 布川ひろき（トム・ブラウン） 椿泰我（IMPACTors / ジャニーズJr.）     |                         |
| 第41回               | 9月2日（1日深夜）    | 500色の色鉛筆逆算          | 視聴者投稿               | 菅良太郎（パンサー） 布川ひろき（トム・ブラウン） 椿泰我（IMPACTors / ジャニーズJr.）     |                         |
| 第42回               | 9月9日（8日深夜）    | 地下芸人単独ライブ逆算     | 布川ひろき               | 菅良太郎（パンサー） 布川ひろき（トム・ブラウン） 椿泰我（IMPACTors / ジャニーズJr.）     |                         |
| 第42回               | 9月9日（8日深夜）    | いらすとや逆算             | 菅良太郎                 | 菅良太郎（パンサー） 布川ひろき（トム・ブラウン） 椿泰我（IMPACTors / ジャニーズJr.）     |                         |
| 第42回               | 9月9日（8日深夜）    | 花火逆算                   | 椿泰我                   | 菅良太郎（パンサー） 布川ひろき（トム・ブラウン） 椿泰我（IMPACTors / ジャニーズJr.）     |                         |
| 第42回               | 9月9日（8日深夜）    | 謎解き逆算                 |                          | 菅良太郎（パンサー） 布川ひろき（トム・ブラウン） 椿泰我（IMPACTors / ジャニーズJr.）     |                         |
| 第43回               | 9月16日（15日深夜）  | 食感逆算                   | 森本晋太郎               | 水川かたまり（空気階段） 基俊介（IMPACTors / ジャニーズJr.） 森本晋太郎（トンツカタン）   |                         |
| 第43回               | 9月16日（15日深夜）  | せおの回路逆算             | 水川かたまり             | 水川かたまり（空気階段） 基俊介（IMPACTors / ジャニーズJr.） 森本晋太郎（トンツカタン）   |                         |
| 第43回               | 9月16日（15日深夜）  | ひらがな覚え方逆算         | 基俊介                   | 水川かたまり（空気階段） 基俊介（IMPACTors / ジャニーズJr.） 森本晋太郎（トンツカタン）   |                         |
| 第43回               | 9月16日（15日深夜）  | 大喜利逆算                 | 森本晋太郎               | 水川かたまり（空気階段） 基俊介（IMPACTors / ジャニーズJr.） 森本晋太郎（トンツカタン）   |                         |
| 第44回               | 9月23日（22日深夜）  | まちがいさがし逆算         | 野田クリスタル           | 水川かたまり（空気階段） 基俊介（IMPACTors / ジャニーズJr.） 森本晋太郎（トンツカタン）   |                         |
| 第44回               | 9月23日（22日深夜）  | こち亀逆算                 | カズレーザー             | 水川かたまり（空気階段） 基俊介（IMPACTors / ジャニーズJr.） 森本晋太郎（トンツカタン）   |                         |
| 第44回               | 9月23日（22日深夜）  | チクショー逆算             | 野田クリスタル           | 水川かたまり（空気階段） 基俊介（IMPACTors / ジャニーズJr.） 森本晋太郎（トンツカタン）   |                         |
| 第44回               | 9月23日（22日深夜）  | Wikipedia逆算              | カズレーザー             | 水川かたまり（空気階段） 基俊介（IMPACTors / ジャニーズJr.） 森本晋太郎（トンツカタン）   |                         |
| 第45回               | 9月30日（29日深夜）  | たまに思い出したい逆算集   | たまに思い出したい逆算集 |                                                                                           | [ 注釈 4 ]              |

### TELASA限定版
| 放送リスト（高難易度版） | 放送リスト（高難易度版） | 放送リスト（高難易度版） | 放送リスト（高難易度版） | 放送リスト（高難易度版）                    | 放送リスト（高難易度版） |
| 回数                     | 配信日                   | 放送内容                 | 出題者                   | ゲスト                                      | 備考                     |
| ------------------------ | ------------------------ | ------------------------ | ------------------------ | ------------------------------------------- | ------------------------ |
| 第1回                    | 2021年10月22日           | 謎解き逆算               | 矢野了平                 | 矢野了平 日髙大介                           |                          |
| 第1回                    | 2021年10月22日           | おバカ解答逆算           | 日髙大介                 | 矢野了平 日髙大介                           |                          |
| 第1回                    | 2021年10月22日           | クロスワード逆算         | 矢野了平                 | 矢野了平 日髙大介                           |                          |
| 第1回                    | 2021年10月22日           | 早押しクイズ逆算         | 日髙大介                 | 矢野了平 日髙大介                           |                          |
| 第2回                    | 2021年11月26日           | あるなし逆算             | 古川洋平                 | 矢野了平 古川洋平                           |                          |
| 第2回                    | 2021年11月26日           | クイズ逆オネア           | 矢野了平                 | 矢野了平 古川洋平                           |                          |
| 第2回                    | 2021年11月26日           | トリビア逆算             | 古川洋平                 | 矢野了平 古川洋平                           |                          |
| 第3回                    | 2021年12月24日           | 54字の物語逆算           | 矢野了平                 | 矢野了平 仲嶺巧（三日月マンハッタン）       |                          |
| 第3回                    | 2021年12月24日           | キーワード逆算           | 仲嶺巧                   | 矢野了平 仲嶺巧（三日月マンハッタン）       |                          |
| 第3回                    | 2021年12月24日           | こち亀マニアック逆算     | 仲嶺巧                   | 矢野了平 仲嶺巧（三日月マンハッタン）       |                          |
| 第4回                    | 2022年1月28日            | 創作漢字逆算             | 林輝幸                   | 日髙大介 林輝幸                             |                          |
| 第4回                    | 2022年1月28日            | なぞなぞ逆算             | 日髙大介                 | 日髙大介 林輝幸                             |                          |
| 第4回                    | 2022年1月28日            | 10回クイズ逆算           | 林輝幸                   | 日髙大介 林輝幸                             |                          |
| 第4回                    | 2022年1月28日            | Wうんちく逆算            | 日髙大介                 | 日髙大介 林輝幸                             |                          |
| 第5回                    | 2022年2月25日            | 謎解き逆算               | K-dush2                  | 慶應大学謎解きサークルK-dush2               |                          |
| 第6回                    | 2022年3月31日            | 謎解き逆算               | AnotherVision            | 東京大学謎解きインカレサークルAnotherVision |                          |
| 第7回                    | 2022年4月27日            | 謎解き逆算               | NAZO×NAZO劇団            | NAZO×NAZO劇団 ふくらP（QuizKnock）          |                          |
| 第8回                    | 2022年5月25日            | 隠れている逆算           | 東京大学クイズ研究会     | 東京大学クイズ研究会 よだかのレコード       |                          |
| 第8回                    | 2022年5月25日            | ウミガメのスープ逆算     | 東京大学クイズ研究会     | 東京大学クイズ研究会 よだかのレコード       |                          |
| 第8回                    | 2022年5月25日            | 謎解き逆算               | よだかのレコード         | 東京大学クイズ研究会 よだかのレコード       |                          |
| 第9回                    |                          | 謎解き逆算               | SCRAP                    | SCRAP                                       |                          |

## ネット局
| 放送地域       | 放送局              | 系列           | 放送日時                | 備考       |
| -------------- | ------------------- | -------------- | ----------------------- | ---------- |
| 関東広域圏     | テレビ朝日（EX）    | テレビ朝日系列 | 金曜 2:36 - (木曜深夜)  | 【制作局】 |
| 香川県・岡山県 | 瀬戸内海放送（KSB） | テレビ朝日系列 | 日曜 1:35 - (土曜深夜） |            |
| 大分県         | 大分朝日放送（OAB） | テレビ朝日系列 | 水曜 0:45 - (火曜深夜)  |            |
| 沖縄県         | 琉球朝日放送（QAB） | テレビ朝日系列 | 日曜 10:30 -            |            |

### インターネット配信
| 配信元     | 配信期間 | 備考                                                                                       |
| ---------- | -------- | ------------------------------------------------------------------------------------------ |
| TVer       | 7日      | 最新回限定で無料配信                                                                       |
| テレ朝動画 | 7日      | 最新回限定で無料配信                                                                       |
| ABEMA      | 7日      | 最新回限定で無料配信                                                                       |
| GAYO!      | 7日      | 最新回限定で無料配信                                                                       |
| TELASA     | 過去分   | 有料配信。また、有名クイズ作家の手による「超難問逆算」を出題するオリジナル企画も同時配信。 |

## スタッフ
- 構成：上野耕一郎、羽柴拓、小堀裕也
- MA：足立篤弘
- 編集：渡邊敏行
- 音響効果：古屋陸
- TK：船木玉緒
- 宣伝：森千明
- 編成：岡村地郎（第1-36回）、林智乃（第1-22回）、三浦靖雄（第23-36回）、宇喜多宏美（第37-45回）、大塚脩平（第37-45回）
- 制作協力：FUKUMIMI
- スタッフ：林大貴
- AP：八幡亜未
- ディレクター：小野哲司、一場輝（第3-45回）
- 演出：岡村学
- プロデューサー：冨澤有人、境浩平（FUKUMIMI）
- ゼネラルプロデューサー：丹羽敦子（第1-38回）、本部純（第39-45回）
- 制作著作：テレビ朝日